# Artur Augusto
Pour les articles homonymes, voir Augusto.
Artur Augusto est un footballeur portugais né le 18 octobre 1896 à Lisbonne et mort le 24 mars 1935. Il évoluait au poste d'attaquant.

## Biographie

### En club
Artur Augusto évolue dans les clubs du CIF (en), du Benfica Lisbonne et du FC Porto.
Il évolue tout d'abord au Club Internacional de Foot-ball (en), club de Lisbonne entre 1914 et 1915.
Il rejoint le Benfica Lisbonne en 1915, il remporte à quatre reprises le championnat de Lisbonne avec le club lisboète.
Devenu joueur du FC Porto en 1921, il est vainqueur du Championnat du Portugal en 1922, à une époque où la première division portugaise actuelle n'existait pas, son format se rapproche beaucoup de l'actuelle Coupe du Portugal.
Il retourne au Benfica Lisbonne en 1923 et raccroche les crampons en 1926.

### En équipe nationale
International portugais, il reçoit une unique sélection en équipe du Portugal en 1921.
Le 18 décembre 1921, il joue le tout premier match de l'histoire de l'équipe nationale contre l'Espagne (défaite 1-3 à Madrid).

## Vie privée
Il est le frère d'Alberto Augusto, qui fait aussi partie des premiers joueurs à vêtir le maillot de l'équipe nationale portugaise.

## Palmarès
| Benfica Lisbonne - Championnat de Lisbonne (4) : - Champion : 1915-16, 1916-17, 1917-18 et 1918-19. |  | FC Porto - Championnat du Portugal (1) : - Champion : 1921-22. - Championnat de Porto (2) : - Champion : 1921-22 et 1922-23. |